# 本巣町立神海小学校
本巣町立神海小学校 （もとすちょうりつ こうみしょうがっこう）は、かつて岐阜県本巣郡本巣町（現・本巣市）に存在した公立小学校。

## 概要
- 現在の本巣市神海（旧・本巣郡外山村神海→本巣郡本巣町神海）に存在し、校区は旧・外山村の南部（日当・川内[注釈 2]・神海・木知原）であった。1967年、金原小学校と統合し、外山小学校の新設により廃校。

## 沿革
- 1873年（明治6年） -
  - 神海村に順信学校が開校する。金輪寺[注釈 3]を仮校舎とする。
  - 木知原村に有覚学校が開校する。
- 1875年（明治8年） -
  - 順信学校が神海小学校に改称する。
  - 外山村に外山小学校が開校する。
- 1879年（明治12年） -　長瀬村、神海村、木知原村で組合を結成。神海小学校と有覚学校は廃校となり、神海村と木知原村の児童は上長瀬の長瀬小学校へ通学する。
- 1880年（明治13年） - 長瀬村・神海村・木知原村の組合が解散する。神海村に神海小学校ができ、神海村・木知原村の児童が通学する。
- 1886年（明治19年） - 神海小学校が神海簡易科小学校、外山小学校が外山簡易科小学校に改称する。
- 1895年（明治28年） - 外山簡易科小学校が廃校となる。外山簡易科小学校校区のうち、外山村の一部（木倉）と佐原村の一部を引き継ぐ。このころ神海尋常小学校に改称する。
- 1897年（明治30年）4月1日 - 金原村、神海村、木知原村、佐原村、日当村、外山村が合併し、外山村が発足。
- 1902年（明治35年） - 新築移転。
- 1905年（明治38年） - 神海尋常高等小学校に改称する。
- 1915年（大正4年） - 校舎を増築する。
- 1920年（大正9年）4月 - 農業補習学校を併設する。
- 1921年（大正10年）5月 - 校区の一部（佐原）が金原尋常小学校に移る。
- 1941年（昭和16年）4月1日 - 神海国民学校に改称する。
- 1947年（昭和22年）4月1日 -
  - 外山村立神海小学校に改称する。
  - 外山村立外山中学校を併設する。
- 1950年（昭和25年）12月 - 外山中学校が新築移転。併設が解消される。
- 1956年（昭和31年）9月30日 - 外山村と本巣村とが合併し、本巣村となる。同時に本巣村立神海小学校に改称する。
- 1960年（昭和35年）4月1日 - 町制施行により本巣町となる。同時に本巣町立神海小学校に改称する。
- 1967年（昭和42年）
  - 3月 - 金原小学校と統合し、外山小学校の新設により廃校。外山小学校神海校となる。
  - 5月 - 旧・本巣町立外山中学校校舎が外山小学校の統合校舎となり、外山小学校神海校は廃止。